# Classe Chamsuri
Le patrouilleur de classe Chamsuri ( Hangul : 참수리 급 고속정) est une classe de patrouilleurs  construite et exploitée la marine de la République de Corée depuis 1970. Les navires ont été depuis mis en service dans différentes marines, dont la marine philippine et la marine bangladaise.

## Historique
Ces bateaux ont été construits par Hanjin Industrial SB et Chinhae et Korea SB & Eng, chantiers navals de Masan. Ces bateaux, de type canonnière, ont été construits en deux lots : la série 201 et la série 301, plus lourdement armée.
Les premiers bateaux de la série PKM 201 étaient initialement armés d'un 40 mm/60 Bofors Mk.3, d'une tourelle bitube 30 mm/75 Emerlec EX-30 et de deux 20 mm/70 Mk.10 anti-aérien. Les derniers bateaux PKM 201 étaient armés d'un Emerlec bitude EX-30 de 30 mm/75, d'un ou de deux tourelles M61 Vulcan de 20 mm et de deux mitrailleuses simples de 12,7 mm.
Les bateaux PKM 301 étaient armés d'un Bofors de 40 mm/60 dans une monture entièrement fermée, de deux Vulcan simples de 20 mm à tourelle et de deux mitrailleuses simples de 12,7 mm (avant la seconde bataille de Yeonpyeong ou le PKM-357 coula entrainant la mort de 6 marins, deux mitrailleuses M60 de 7,62 mm).
Les bateaux de la classe Chamsuri sont retirés et remplacés par des navires de patrouille de la classe Gumdoksuri dans la marine de la République de Corée.

## Unités
Marine bangladaise :
- BNS Titash (P1011)
- BNS Kusiyara (P1012)
- BNS Chitra (P1013)
- BNS Dhansiri (P1014)

 Marine philippine (Classe Tomas Batillo) :
- BRP Tomas Batillo (PG-110) (ex-PKM 225)
- BRP Boni Serrano (PG-111) (ex-PKM 226)
- BRP Bienvenido Salting (PG-112) (ex-PKM 229)
- BRP Salvador Abcede (PG-114) (ex-PKM 231)
- BRP Ramon Aguirre (PG-115) (ex-PKM 235)
- BRP Nicolas Mahusay (PG-116)
- BRP Dionisio Ojeda (PG-117) (ex-PKM 232)[12]
- BRP Emilio Liwanag (PG-118) (ex-PKM 223)

 Marine du Ghana
- GNS Stephen Otu (P33), transféré en 2011

## Galerie

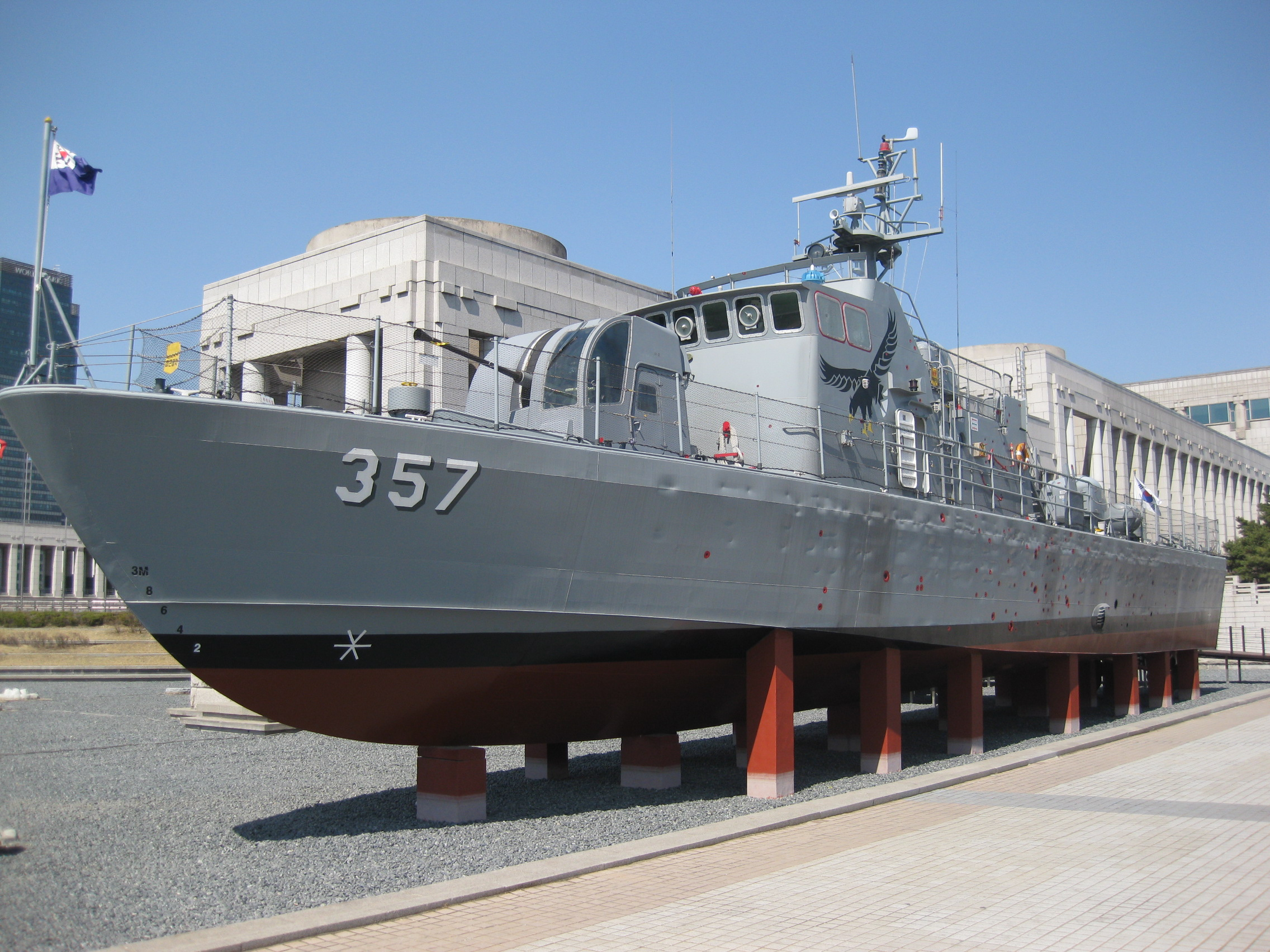
Un bateau sud-coréen de la classe Chamsuri aux couleurs du PKM 357 coulé en 2002 dans le mémorial de la guerre de Corée à Séoul.
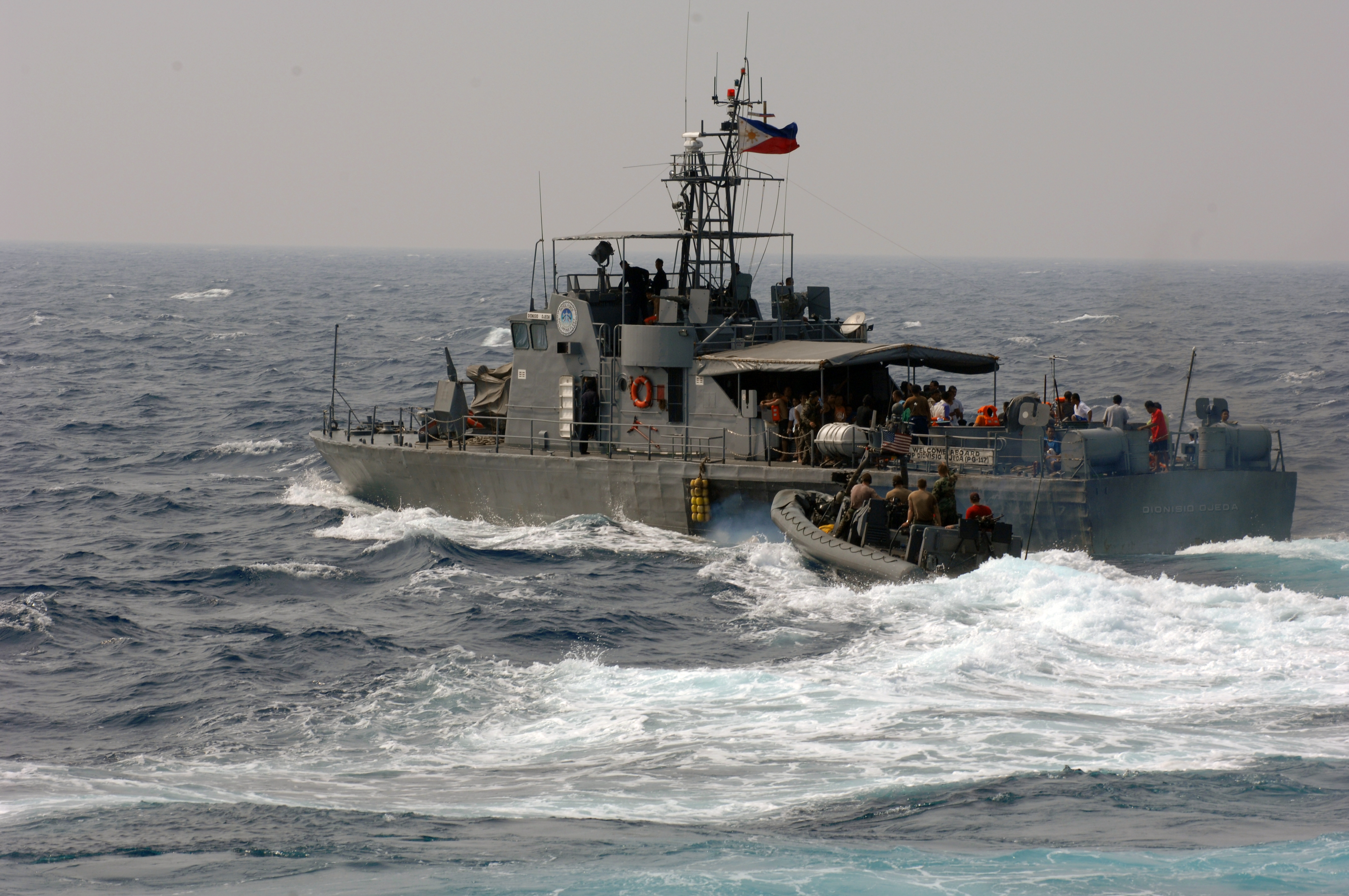
Le BRP Dionisio Ojeda (PC-117) de la marine philippines, ex-PKM-232 sud coréen, en mission de sauvetage le 6 septembre 2009. Désarmé en 2016, il sert de cible lors d'exercice le  25 novembre 2018[1].